# Corn Mother
First Mother ili Corn Mother je prva žena u priči o stvaranju kod Abenaki i Penobscot Indijanaca. Pojedinosti života Prve majke uvelike se razlikuju od priče do priče. U različitim zajednicama se kaže da je Prvu Majku stvorio Veliki Duh, kulturni heroj Glooscap, ili oboje, ili je jednostavno oživjela spontano iz jutarnje rose. U nekim pričama Prva majka i njezin muž (ponekad identificiran kao Prvi otac ili Prvi Penobscot, drugi puta jednostavno kao muž Kukuruzne majke) nastali su u isto vrijeme. U drugim verzijama, Prvi Otac je već bio stvoren da pomogne Glooskapu, a Prva Majka mu se pridružila kasnije. Nakon što je rodila naciju Abenaki, Prva majka žrtvuje svoj život kako bi ih prehranila, pretvarajući svoje tijelo u prvi vrt.